# Gransjön (Gammalkils socken, Östergötland)
Gransjön är en sjö i Linköpings kommun i Östergötland och ingår i Motala ströms huvudavrinningsområde. Sjön har en area på 0,0908 kvadratkilometer och ligger 117 meter över havet.

## Delavrinningsområde
Gransjön ingår i det delavrinningsområde (646364-147807) som SMHI kallar för Ovan Humpån. Medelhöjden är 110 meter över havet och ytan är 49,01 kvadratkilometer. Räknas de 2 avrinningsområdena uppströms in blir den ackumulerade arean 93,75 kvadratkilometer. Lillån som avvattnar avrinningsområdet har biflödesordning 3, vilket innebär att vattnet flödar genom totalt 3 vattendrag innan det når havet efter 102 kilometer. Avrinningsområdet består mestadels av skog (32 procent), öppen mark (15 procent) och jordbruk (51 procent). Avrinningsområdet har 0,09 kvadratkilometer vattenytor vilket ger det en sjöprocent på 0,2 procent. Bebyggelsen i området täcker en yta av 0,35 kvadratkilometer eller 1 procent av avrinningsområdet.